# Afterfall: InSanity
Afterfall: InSanity es un videojuego de terror desarrollado por Intoxicate Studios y publicado por Nicolas Entertainment Group. Salió para Microsoft Windows el 25 de noviembre de 2011.

## Sinopsis

### Encuadre
En el universo de Afterfall, las Segunda Guerra Mundial acabó de manera diferente. En los últimos momentos de la guerra, el Führer alemán Adolf Hitler mandó crear su Wunderwaffe; un equipo de físicos nazis llevaron a cabo el proyecto de una bomba atómica alemana. En enero de 1945, un cohete V2 armado con una cabeza nuclear cayó en el ejército soviético, que estaba preparado para cruzar la frontera polaco-alemana. Las actividades militares se detuvieron y se comenzó a hablar de una tregua. Durante estas conversaciones, comenzaron a desarrollar armas nucleares, primero los Estados Unidos y posteriormente la Unión Soviética desarrolló sus armas nucleares propias. La frontera entre Alemania y Polonia no se llegó a establecer y Armia Krajowa anunció la creación de Nueva Polonia. En el periodo posterior a los tratados entre Alemania, Estados Unidos y la Unión Soviética, Nueva Polonia iba a tener una zona con Estados Unidos para compartir bases militares a lo largo de su territorio. Así comenzó la Guerra Fría global.

### Trama
El protagonista de Afterfall: InSanity es Albert Tokaj, un miembro de un equipo médico que cuida del estado mental y físico de los ciudadanos que viven en el refugio Gloria. Está especializado en el desorden mental del síndrome de confinamiento, causado por ser encerrado durante mucho tiempo, aun así él no es capaz de superar sus síntomas. Cuando todo es un infierno se empieza a destrozarse, Albert tiene que encontrar las respuestas a muchas cuestiones, el dónde y el por qué, quién es un enemigo real  y quién es un amigo de confianza. Debe afrontar los peligros que le acechan fuera y dentro de su propia mente, combatiendo la debilidad y el miedo.

## Contenido descargable
En diciembre de 2012 se anunció un DLC llamado Dirty Arena, disponible gratis con el juego, la cual se publicaría en febrero de 2013. Es similar a los modos de supervivencia de otros juegos, en los que van llegando oleadas de enemigos. También hay periódico algunos minijefes y un jefe final. El 15 de febrero, el DLC se anunció para Steam el 22 de febrero de 2013. Solo estuvo disponible para Steam. El 9 de mayo de 2013 se publicó Dirty Arena como un juego independiente llamado Afterfall InSanity: Dirty Arena Edition. El segundo mapa de DLC de Dirty Arena se publicó en Steam bajo el nombre «Second Strike» el 20 de septiembre de 2013.

## Extended Edition
En marzo de 2012 se anunció una edición extendida llamada «Extended Edition». Esta se publicaría en Xbox 360 y Windows. Los jugadores que hubiesen comprado la versión original de Windows la recibirían automáticamente mediante una actualización. Dicha versión conllevaba mejoras en aspectos visuales y técnicos, así como el sistema de combate. La jugabilidad y la narrativa de la historia se mejoró y se mejoró el juego añadiendo una nueva arma.
A mediados de julio, se reveló la fecha de publicación, el 26 de julio de 2012. En Steam se publicó el 27 de julio. Se aprobó en Greenlight en Steam en octubre de 2012 y se publicó el 3 de diciembre de 2012.

## Secuela
El 19 de octubre de 2012, Nicolas Entertainment Group reveló que se desarrollaría una secuela del juego a través de la creación de una página de Facebook «Pearl of the Wasteland». El 9 de mayo de 2013, dicha página de Facebook fue reemplazada por otra llamada Afterfall: Reconquest, debido a la elección del desarrollador de cambiar el nombre. Afterfall: Reconquest se situaría 63 años después de la Tercera Guerra Mundial. La página anterior publicó regularmente crónicas ficticias de los supervivientes del universo de Afterfall. El juego tenía intención de ser episódico. El primer episodio se publicó el 19 de febrero de 2015.

## Traducción al español
El juego no cuenta con una traducción a español oficial. Pero en Steam, el usuario Sheen de Tradupixel realizó una traducción independiente a español que está disponible a través de su guía de Steam.